# The Abingtons
Abington Pigotts est un village du Cambridgeshire, en Angleterre.